# Liste der denkmalgeschützten Objekte in Wenns
Die Liste der denkmalgeschützten Objekte in Wenns enthält die 20 denkmalgeschützten, unbeweglichen Objekte der Gemeinde Wenns.

## Denkmäler
| Foto |                 | Denkmal                                                                                            | Standort                                                        | Beschreibung | Metadaten |
| ---- | --------------- | -------------------------------------------------------------------------------------------------- | --------------------------------------------------------------- | --- | --- |
| ja   | Datei hochladen | Kapellen Amishaufen HERIS-ID: 17266 Objekt-ID: 13540 TKK: 21079                                    | bei Amishaufen 540 Standort KG: Wenns                           | Die gemauerte, einjochige Kapelle mit dreiseitigem Chor, Satteldach und offenem hölzernen Dachreiter mit verschindeltem Zeltdach wurde um 1700 erbaut. Das Rundbogenportal mit Holztür befindet sich auf der Giebelseite und ist von kleinen Rechteckfenstern flankiert, darüber ein mehrfach geschwungenes Fenster mit Putzenscheiben; an den Traufseiten je zwei Rechteckfenster mit tiefen, abgeschrägten Laibungen. Innen Tonnengewölbe. | BDA-Hist.: Q37836018 Status: § 2a Stand der BDA-Liste: 2025-06-30 Name: Kapellen Amishaufen GstNr.: .680 Kapelle Amishaufen, Wenns                                     |
| ja   | Datei hochladen | Wohnhaus, Stamserhaus HERIS-ID: 17258 Objekt-ID: 13532 TKK: 21004                                  | Georg-Matthäus-Vischer-Platz 30 Standort KG: Wenns              | Das Stamserhaus war der ehemals zum Stift Stams gehörige Sitz des Finanzverwalters und zuständig für die Einhebung des Zehents der Bauern für die Stamser Lehensherren. Es handelt sich um eines der frühesten Beispiele eines gewölbten Mittelflurhaustyps in Tirol (im Kern spätmittelalterlich). Das Gebäude wurde vermutlich mehrmals durch Brände teilweise zerstört und wieder aufgebaut. Das Stamserhaus wurde von der Gemeinde Wenns erworben und zwischen 2003 und 2011 grundlegend restauriert, es beherbergt heute das Pitztalmuseum, Kulturräumlichkeiten und ein Archiv. Das schmale, zweigeschoßige Gebäude ist bis zur Giebelfläche hinauf voll gemauert, beide Giebelflächen sind in verputzter Riegelbauweise ausgeführt, darüber Satteldach. Firstseitig erschlossener, durchgehender Mittelflurgrundriss mit einer Rechtecktür. An der östlichen Traufseite im Obergeschoß gibt es eine Türe, die auf einen ehemals kleinen Söller führte. Im Inneren gibt es außergewöhnlich gut erhaltene romanische Kellerräume (archäologische Grabungen wurden 2003 durchgeführt), getäfelte Stuben und eine gewölbte Küche. | BDA-Hist.: Q37835907 Status: § 2a Stand der BDA-Liste: 2025-06-30 Name: Wohnhaus, Stamserhaus GstNr.: .41 Stamserhaus, Wenns                                           |
| ja   | Datei hochladen | Kapelle und Kriegerdenkmal HERIS-ID: 17260 Objekt-ID: 13534 TKK: 21090                             | bei Georg-Matthäus-Vischer-Platz 30 Standort KG: Wenns          | Die ehemalige Nepomukkapelle am Dorfplatz wurde urkundlich 1734 gestiftet und wird sekundär als Kriegergedächtniskapelle verwendet. Die große gemauerte, rechteckige, barocke Kapelle hat eine offene, von Säulen getragene Vorhalle und ein steiles Satteldach. Sie ist giebelseitig durch einen großen Segmentbogen geöffnet, in der Apsis je ein Rundbogenfenster, mittig ein Rundfenster. Der vergitterte Altarraum hat ein Stichkappentonnengewölbe, das Deckenbild zeigt den Brückensturz des hl. Johannes Nepomuk. In der Apsisstirnwand von Stuck umrahmte Rundbogennischen mit barocken Schnitzfiguren. Im Giebelfeld befindet sich eine Inschrift, an den Seitenwänden sind Tafeln mit den Namen der Gefallenen und Vermissten beider Weltkriege angebracht. | BDA-Hist.: Q37835929 Status: § 2a Stand der BDA-Liste: 2025-06-30 Name: Kapelle und Kriegerdenkmal GstNr.: .42 Kapelle und Kriegerdenkmal, Wenns                       |
| ja   | Datei hochladen | Marienbrunnen HERIS-ID: 17261 Objekt-ID: 13535 TKK: 21065                                          | Georg-Matthäus-Vischer-Platz 34, in der Nähe Standort KG: Wenns | Am Standort eines Vorgängerbrunnens wurde 1867 der Marienbrunnen, ein Laufbrunnen mit sechseckigem Granitsteintrog, neu errichtet. An seinen Seiten befindet sich jeweils ein eingetieftes Feld, bezeichnet mit „Seelos“ (Johann Seelos) sowie der Jahreszahl „1867“. Auf der quaderförmigen, steinernen Brunnensäule steht eine Schnitzfigur der Maria Immaculata von Sepp Mathoi aus dem Jahre 1972 unter einer geschweiften Blechüberdachung. | BDA-Hist.: Q37835942 Status: § 2a Stand der BDA-Liste: 2025-06-30 Name: Marienbrunnnen GstNr.: 4366/3 Marienbrunnen, Wenns                                             |
| ja   | Datei hochladen | Bürgerhaus, Richterhaus HERIS-ID: 17259 Objekt-ID: 13533 TKK: 21005                                | Georg-Matthäus-Vischer-Platz 35 Standort KG: Wenns              | Das Platzhaus Wenns ist ein ehemaliges Richterhaus, es wurde im Jahr 1576 für den Gerichtspfleger Christoph Gennebein errichtet. Es war Amtshaus der Grafen von Hirschberg. Später war es als Gasthaus in Verwendung. | BDA-Hist.: Q19971536 Status: Bescheid Stand der BDA-Liste: 2025-06-30 Name: Bürgerhaus, Richterhaus GstNr.: .29/1 Platzhaus Wenns                                      |
| ja   | Datei hochladen | Sonderschule HERIS-ID: 17254 Objekt-ID: 13528 TKK: 21003                                           | Georg-Matthäus-Vischer-Platz 37 Standort KG: Wenns              | Der zweigeschoßige Mauerbau (vulgo: Alte Schule) über einem Mittelflurgrundriss mit Krüppelwalmdach ist wohl ein ehemaliger Gasthof und stammt im Kern aus dem 16. Jahrhundert, Um- und Erweiterungsbauten erfolgten im 20. Jahrhundert. Der Bau ist an der westlichen Giebelseite über eine Freitreppe mit einer Rechtecktür erschlossen, darunter befindet sich ein Flachbogenportal als Zugang zum gewölbten Keller. An der nordwestlichen Giebelseite ist ein über zwei Stockwerke reichender Erker auf Konsolen und mit Walmdach angebaut. Die Fassadenfresken zeigen ein Maria-Hilf-Bild und den hl. Antonius und stammen aus dem 19. Jahrhundert. Der Erweiterungstrakt an der Nordostecke wurde zur Nutzung für schulische Zwecke in neuerer Zeit angebaut. Innen im Flur Tonnengewölbe bzw. im Obergeschoß Netzgratgewölbe. | BDA-Hist.: Q37835882 Status: § 2a Stand der BDA-Liste: 2025-06-30 Name: Sonderschule GstNr.: .35 Sonderschule, Wenns                                                   |
| BW   | Datei hochladen | Befestigte prähistorische Siedlung am Spielberg HERIS-ID: 46876 Objekt-ID: 49171 TKK:              | Spielberg Standort KG: Wenns                                    | | BDA-Hist.: Q38024375 Status: Bescheid Stand der BDA-Liste: 2025-06-30 Name: Befestigte prähistorische Siedlung am Spielberg GstNr.: 3963                               |
| ja   | Datei hochladen | Kath. Pfarrkirche hl. Johannes Evangelist und Friedhof HERIS-ID: 17253 Objekt-ID: 13527 TKK: 21075 | gegenüber Unterdorf 61 Standort KG: Wenns                       | Die nach Norden ausgerichtete im Kern gotische Kirche hat ein dreischiffiges Langhaus mit einem eingezogenen polygonal abschließenden Chor und einem bergseitigen Turm und ist von einem Friedhof umgeben. | BDA-Hist.: Q19971380 Status: § 2a Stand der BDA-Liste: 2025-06-30 Name: Kath. Pfarrkirche hl. Johannes Evangelist und Friedhof GstNr.: .15/1, .15/2 Pfarrkirche Wenns  |
| ja   | Datei hochladen | Gassenkapelle HERIS-ID: 17262 Objekt-ID: 13536 TKK: 21091                                          | bei Unterdorf 110 Standort KG: Wenns                            | Gemauerte, einjochige Kapelle mit einem rechteckigen Grundriss und einem dreiseitigen Chor sowie einem Satteldach, die vermutlich im 17. Jahrhundert errichtet wurde. Giebelseitig befindet sich ein Rundbogenportal, das von kleinen Rechteckfenstern flankiert wird. An beiden Traufseiten ist je ein Rundbogenfenster angebracht. Das Innere der Kapelle weist ein Stichkappentonnengewölbe mit Altarraum auf, das durch ein Gitter geschützt wird. | BDA-Hist.: Q37835954 Status: § 2a Stand der BDA-Liste: 2025-06-30 Name: Gassenkapelle GstNr.: .588 Gassenkapelle, bei Unterdorf 110, Wenns                             |
| ja   | Datei hochladen | Rätisches Haus HERIS-ID: 112011 Objekt-ID: 130058 TKK: seit 2013                                   | Standort KG: Wenns                                              | Das rätische Haus kam Anfang Jänner 2001 im Zuge von Flurbereinigungen auf einer Hangterrasse zu Tage und war zum Zeitpunkt der Entdeckung bereits teilweise zerstört. Der für die „casa retica“ charakteristische gewinkelte Zugang und die Ost- sowie die Nordmauer waren noch mehrlagig erhalten. Das Gebäude dürfte durch eine Brandkatastrophe zerstört worden sein, es wurden verbrannte Reste eines Holzfußbodens, verkohlte Türsteher, verziegelter Lehm und Keramikfragmente mit Spuren sekundärer Hitzeeinwirkung gefunden. Die wenigen gefundenen Keramikgefäße sind fast vollständig erhalten und lassen sich zeitlich gut eingrenzen, der Bestand und auch der Untergang des Hauses sind wohl am Beginn der Fritzens-Sanzeno-Kultur anzusetzen. Anmerkung: Die Koordinaten beziehen sich auf das Grundstück | BDA-Hist.: Q37828094 Status: § 9-Feststellung Bodendenkmal Stand der BDA-Liste: 2025-06-30 Name: Rätisches Haus GstNr.: 3156/2                                         |
| ja   | Datei hochladen | Kath. Filialkirche hl. Margarethe und Kirchhof HERIS-ID: 17263 Objekt-ID: 13537 TKK: 21078         | bei Sankt Margarethen 608 Standort KG: Wenns                    | Die Filialkirche hl. Margarethe ist eine der ältesten Kirchen im Pitztal, sie wurde urkundlich bereits im 14. Jahrhundert erwähnt. Der jetzige Bau ist ein Neubau aus dem Jahr 1698. Das Gebäude ist hoch und nach außen ungegliedert. Der Turm an der Chorwestseite ist im Kern vermutlich gotisch, darüber barockes Glockengeschoß mit rundbogigen Schallfenstern und Zwiebelhaube. Über dem abgefasten, leicht spitzbogigen Portal ein Kreisfenster. Das Langhaus ist dreijochig, der Chor einjochig mit fünfseitigem Schluss. Stichkappentonne und rundbogiger Triumphbogen auf Pfeilern mit Gesimsen, die Fenster leicht spitzbogig. Der aufwändige Gewölbestuck stammt vom Ende des 17. Jahrhunderts: Netzrippen mit Ornamentbändern, in den Feldern Festons, Traubenranken, die Pilaster mit Puttenköpfen. Holzempore. | BDA-Hist.: Q37835966 Status: § 2a Stand der BDA-Liste: 2025-06-30 Name: Kath. Filialkirche hl. Margarethe und Kirchhof GstNr.: .371 Filialkirche hl. Margarethe, Wenns |
| ja   | Datei hochladen | Finkkapelle HERIS-ID: 17264 Objekt-ID: 13538 TKK: 130966                                           | Standort KG: Wenns                                              | Die kleine, gemauerte Kapelle über rechteckigem Grundriss hat ein Satteldach und stammt aus der ersten Hälfte des 19. Jahrhunderts. | BDA-Hist.: Q37835980 Status: § 2a Stand der BDA-Liste: 2025-06-30 Name: Finkkapelle GstNr.: 4367 Finkkapelle, Wenns                                                    |
| ja   | Datei hochladen | Schlosserbrunnen HERIS-ID: 17265 Objekt-ID: 13539 TKK: 21066                                       | gegenüber Oberdorf 239 Standort KG: Wenns                       | Der Laufbrunnen wurde in der zweiten Hälfte des 20. Jahrhunderts (bis höchstens 1983) mit einem rechteckigen, aus Natursteinen aufgemauerten Granitsteintrog errichtet. Auf der gemauerten Brunnensäule steht eine gefasste Schnitzfigur des hl. Johannes Nepomuk vom Ende des 18. Jahrhunderts unter einer geschweiften Blechüberdachung. | BDA-Hist.: Q37835993 Status: § 2a Stand der BDA-Liste: 2025-06-30 Name: Schlosserbrunnen GstNr.: 4366/6 Schlosserbrunnen, Wenns                                        |
| ja   | Datei hochladen | Ortskapelle Brennwald HERIS-ID: 17267 Objekt-ID: 13541 TKK: 21082                                  | bei Brennwald 384 Standort KG: Wenns                            | Ein barocker Vorgängerbau fiel einer Straßenverbreiterung zum Opfer. Die jetzige Kapelle wurde von 1989 bis 1993 nach altem Vorbild neu errichtet. Der rechteckige Mauerbau mit dreiseitigem Chorschluss hat ein geschmiegtes Satteldach mit einem hölzernen Dachreiter mit Pyramidenhelm. Das Rundbogenportal auf der Giebelseite ist von Rechteckfenstern flankiert, darüber ein Segmentbogenfenster, im Giebel eine rechteckige Maueröffnung; traufseitig je zwei Segmentbogenfenster. Der einjochige Betraum hat ein Tonnengewölbe, das Deckengemälde der hl. Dreifaltigkeit stammt vom Restaurator Hans Pescoller aus dem Jahr 1993 und ist eine Kopie des Gemäldes von Sepp Mathoi in der ursprünglichen Kapelle. | BDA-Hist.: Q37836031 Status: § 2a Stand der BDA-Liste: 2025-06-30 Name: Ortskapelle Brennwald GstNr.: 1311 Ortskapelle Brennwald, Wenns                                |
| ja   | Datei hochladen | Ortskapelle Greith HERIS-ID: 17268 Objekt-ID: 13542 TKK: 21085                                     | gegenüber Greith 823 Standort KG: Wenns                         | Die gemauerte, zweijochige Kapelle mit dreiseitigem Chor, Satteldach und offenem, hölzernem Dachreiter mit verschindeltem Zeltdach wurde 1771 erbaut. An der Giebelseite befindet sich ein Rundbogenportal mit Holztür, flankiert von Segmentbogenfenstern, darüber ein Rundfenster mit tiefer, abgefaster Laibung sowie eine Vierpassöffnung im Giebelbereich. Der Innenraum weist ein Stichkappentonnengewölbe auf, die Wände sind durch Pilaster gegliedert. | BDA-Hist.: Q37836044 Status: § 2a Stand der BDA-Liste: 2025-06-30 Name: Ortskapelle Greith GstNr.: .560 Ortskapelle Greith, Wenns                                      |
| ja   | Datei hochladen | Ortskapelle Larchach HERIS-ID: 17271 Objekt-ID: 13545 TKK: 21086                                   | bei Larchach 589 Standort KG: Wenns                             | Die dem hl. Laurentius geweihte Hofkapelle wurde um 1729 erbaut. Der gemauerte, dreijochige Bau hat einen dreiseitigen Chor, ein Satteldach und einen offenen, hölzernen Dachreiter mit verschindeltem Zeltdach. Ein giebelseitiges Rundbogenportal mit Holztür erschließt die Kapelle, es wird von Segmentbogenfenstern mit tiefen, abgefasten Gewänden flankiert, darüber eine querliegendes Fenster. An den Traufseiten sowie im Chor jeweils ein Rundbogenfenster. Innen Stichkappentonnengewölbe mit profilierten Stuckgraten. | BDA-Hist.: Q37836071 Status: § 2a Stand der BDA-Liste: 2025-06-30 Name: Ortskapelle Larchach GstNr.: .301 Ortskapelle Larchach, Wenns                                  |
| ja   | Datei hochladen | Ortskapelle Matzlewald HERIS-ID: 17272 Objekt-ID: 13546 TKK: 21087                                 | bei Matzlewald 855b Standort KG: Wenns                          | Die gemauerte, zweijochige Kapelle mit dreiseitigem Chor, geschmiegtem Satteldach und offenem hölzernen Dachreiter mit Pyramidenhelm wurde urkundlich 1886 erbaut. Das Rundbogenportal mit Holztür befindet sich auf der Giebelseite, es ist von zwei Segmentbogenfenstern flankiert, darüber ein kleines Rundbogenfenster sowie im Giebelfeld eine Vierpassöffnung; je zwei Rundbogenfenster an den Traufseiten. Die Fassade wird durch breite Putzfaschenrahmungen an den Mauerecken sowie an der Eingangstür akzentuiert. Innen Stichkappentonnengewölbe und breiter Gurtbogen. | BDA-Hist.: Q37836083 Status: § 2a Stand der BDA-Liste: 2025-06-30 Name: Ortskapelle Matzlewald GstNr.: .473 Ortskapelle Matzlewald, Wenns                              |
| ja   | Datei hochladen | Straßenbrücke, Pitzenhofbrücke HERIS-ID: 17270 Objekt-ID: 13544                                    | bei Pitze 1 Standort KG: Wenns                                  | Die Pitzenhofbrücke ist eine überdachte Holzbrücke aus dem 19. Jahrhundert. Sie verbindet die Gemeinden Jerzens und Wenns über die Pitztaler Ache. | BDA-Hist.: Q37767673 Status: § 2a Stand der BDA-Liste: 2025-06-30 Name: Straßenbrücke, Pitzenhofbrücke GstNr.: 4473, 4435 Pitzenhofbrücke                              |
| ja   | Datei hochladen | Kapelle hl. Maria in Pitzenhöfe HERIS-ID: 17275 Objekt-ID: 13549 TKK: 21089                        | bei Pitze 2 Standort KG: Wenns                                  | Die gemauerte, zweijochige Kapelle stammt aus der zweiten Hälfte des 17. Jahrhunderts. Sie hat einen dreiseitigen Chor, ein Satteldach und einen offenen, hölzernen Dachreiter mit steilem, geschwungenem Pyramidenhelm. Zugang durch ein Segmentbogenportal mit Holztür an der Giebelseite, seitlich ein Rundbogenfenster, darüber ein Rundfenster. An den Traufseiten jeweils ein Rundbogenfenster. Innen Stichkappentonnengewölbe, Wandgliederung erfolgt durch Dreieckslisenen. Vor dem Altarraum ein Gitter. | BDA-Hist.: Q37836097 Status: § 2a Stand der BDA-Liste: 2025-06-30 Name: Kapelle hl. Maria in Pitzenhöfe GstNr.: 641/7 Kapelle Pitzenhöfe, Wenns                        |
| ja   | Datei hochladen | Totenkapelle, ehem. Widum HERIS-ID: 17278 Objekt-ID: 13553 TKK: 29490                              | Unterdorf Standort KG: Wenns                                    | Der ehemalige Wohnturm des Pitztaler Adelsgeschlechts der Hierzenberger stammt vermutlich aus dem 15. Jahrhundert und wurde später als Widum verwendet. Das Gebäude wurde 1977/1978 teilweise abgerissen und das gotische Kellergeschoß nach Plänen des Innsbrucker Architekten Walter Anton Schwaighofer zur Aufbahrungskapelle umgestaltet. Der ehemals mächtige, zweigeschoßige Bau hatte 5 bzw. 4 Fensterachsen mit einem ansichtigen Kellergeschoß und einer steilen, gemauerten Freitreppe an der Giebelfassade; darüber Pfettendach. Innen bemerkenswerte spätgotische Baudetails: Stichkappengewölbe, Holzbalkendecken, Spitzbogentüren mit abgefasten Gewänden. | BDA-Hist.: Q37836121 Status: Bescheid Stand der BDA-Liste: 2025-06-30 Name: Totenkapelle, ehem. Widum GstNr.: .18 Totenkapelle, Wenns                                  |